# جولیانا هارکیوی
جولیانا هارکیوی (انگلیسی: Juliana Harkavy؛ زادهٔ ۱ ژانویهٔ ۱۹۸۵) یک هنرپیشه، نویسنده، و نوازنده اهل ایالات متحده آمریکا است. عمده‌ی شهرت وی به دلیل حضور در نقش بلک کنیری در سریال های دنیای مشترک کماندار می‌باشد. از دیگر سریال‌های او می‌توان به مردگان متحرک (مجموعه تلویزیونی) اشاره کرد.

## گزیدهٔ آثار
- پیکان (۲۰۲۰–۲۰۱۳)
- مردگان متحرک (مجموعه تلویزیونی) (۲۰۱۰ تا کنون)
- افسانه‌های فردا (۲۰۱۷ تا کنون)
- شیفت آخر (۲۰۱۴)